# Siebenfarbiges Alphabet
Das siebenfarbige Alphabet war eine in der Reichsstadt Nürnberg für die Aktenablage verwendete Systematik.

## Aktenablage
Für die Aktenablage wurden die 21 Buchstaben des Alphabets mit den Farben Weiß, Grün, Rot, Gelb, Braun, Blau und Schwarz kombiniert und ab Mitte des 15. Jahrhunderts zur Kennzeichnung bzw. Nummerierung von 153 Holzladen verwendet, die die etwa 5000 Akten und Urkunden aus dem 14.–17. Jahrhundert des Losungamtes (der obersten Finanzbehörde) enthielten.

## Weitere Verwendung

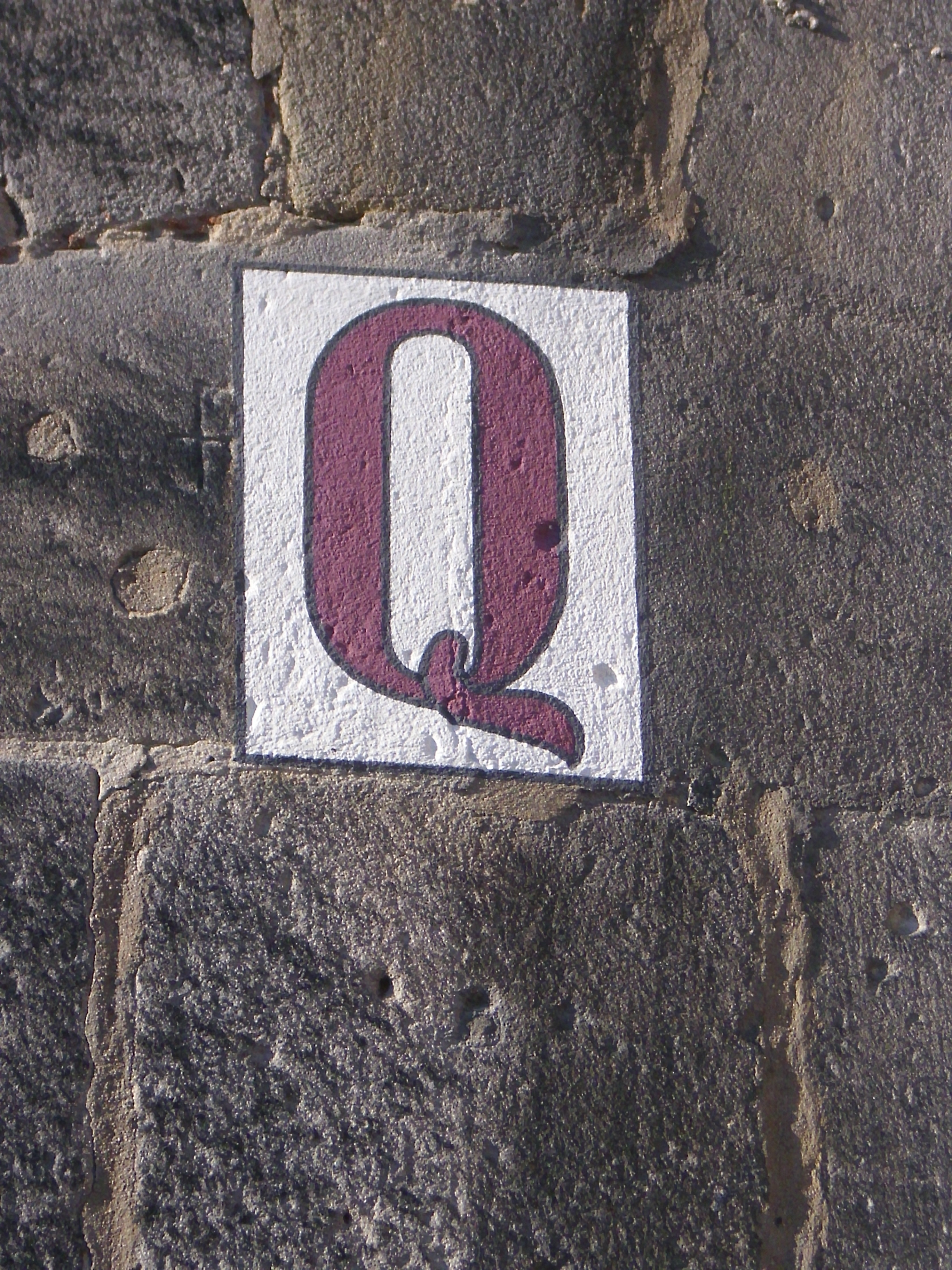
Aufgemalter Buchstabe auf Spittlertorturm

Auch an anderer Stelle wurden in Nürnberg Buchstaben – und nicht wie sonst üblich Zahlen – zur Kennzeichnung verwendet: Zum einen bei den Türmen der 1452 vollendeten letzten Nürnberger Stadtmauer. Die alte Bezeichnung des Spittlertorturms beispielsweise ist „Rot Q“. Bei diesem für die Stadtbefestigung verwendeten Markierungsschema reichten die Farben Schwarz, Blau, Rot und Grün aus. Sinn und Zweck dieser Kennzeichnungsmethode war es dabei, den wehrfähigen männlichen Einwohnern der einzelnen Stadtviertel den genauen Einsatzort zuzuweisen, den sie im Falle einer feindlichen Belagerung auf den Befestigungsanlagen der Stadt einzunehmen hatten.
Ein anderer Einsatzort waren die an Händler verpachteten 40 Krambuden auf der 1603/04 erbauten südlichen Karlsbrücke. Nach dieser Budenkennzeichnung wurde die Brücke auch ABC-Brücke genannt.